# Stamford (Lincolnshire)
Stamford – miasto w Anglii, w hrabstwie Lincolnshire, w dystrykcie South Kesteven. Leży 65 km na południe od Lincoln i 130 km na północ od Londynu. Według danych z 2011 roku miasto zamieszkiwało 19 701 osób.
Od końca XIII w. do XVII lub XVIII w. w Stamford znajdował się jeden z dwunastu krzyży Eleonory, upamiętniających miejsca postoju orszaku z ciałem królowej Anglii Eleonory kastylijskiej.